# Fairmat
Fairmat est une entreprise française créée en 2020 par Benjamin Saada. Basée à Paris, elle est spécialisée dans le recyclage des composites renforcés de fibre de carbone.

## Historique
Benjamin Saada, par ailleurs cofondateur d'Expliseat, fonde Fairmat en octobre 2020. Le 28 septembre 2021, l'entreprise annonce avoir levé 8,6 millions d'euros auprès du fonds de capital-investissement Singular et de business angels, afin d'industrialiser son processus de recyclage.
Fairmat signe un double partenariat le 29 novembre 2021 avec Hexcel (en), acteur mondial de la fabrication de matériaux composites. Le premier volet de cet accord permet à Fairmat de récupérer et recycler les préimprégnés produits par Hexcel. Dans un deuxième temps, Fairmat reprend l'ancienne usine d'Hexcel située à Bouguenais, près de Nantes, dont la capacité de recyclage atteint 3 500 tonnes de matériaux composites par an. Suivront des partenariats de récupération de chutes de production et de produits en fin de vie avec des entreprises d'autres secteurs (aéronautique, éoliennes, etc…).
En novembre 2022, l’entreprise annonce la clôture d'une seconde levée de fonds de 34 millions d’euros, auprès de Temasek, le fonds souverain de Singapour, Singular, qui avait déjà participé à la première levée de fonds, et des groupes Pictet, Friedkin et CNP. L'objectif de cette levée de fonds est de permettre à Fairmat d’accélérer le déploiement de ses capacités industrielles et robotiques. L’entreprise vise également un développement international sur de nouveaux marchés, à commencer par les États-Unis en 2023 puis l’Espagne et l’Allemagne, peu après.

## Activités
Fairmat est une entreprise qui recycle les composites renforcés de fibre de carbone, matériau utilisé dans de nombreux secteurs comme l'aéronautique, l'automobile ou les éoliennes, mais considéré comme difficile à traiter en fin de vie. Les déchets qui en sont issus sont souvent destinés à la solvolyse, la pyrolyse, la thermolyse, l'incinération ou l'enfouissement, des procédés pour la plupart fortement émetteurs de CO2.
Celui utilisé[Depuis quand ?] par Fairmat intègre des aspects techniques comme le cloud, l'algorithmique, la robotique et le machine learning[pas clair]. Ce processus[Lequel ?] de Fairmat permet de produire un nouveau matériau qui présente de très bonne propriétés mécaniques malgré une légère dégradation.
Mécanique et fonctionnant principalement à froid, il permet, selon l'entreprise, de conserver des propriétés similaires à celles de l'aluminium, pour un poids 2,5 fois plus léger. Ce processus de recyclage est peu émetteur en CO2 par rapport à la production d'un kilogramme de fibre de carbone vierge ou aux autres technologies de recyclage, puisqu'un kilo de ce composite de seconde génération, selon l'entreprise, émet cinq fois moins de CO2 à produire que son équivalent neuf.
Le matériau recyclé peut ensuite être utilisé dans de nouvelles industries telles que les articles de sport, l'automobile ou les appareils électroniques. Fairmat annonce en 2023 avoir conçu en partenariat avec Decathlon une raquette fabriquée avec de la fibre de carbone recyclée.